# Mario João
Mário João Sousa Alves (Barreiro, 1935. június 6. –) válogatott portugál labdarúgó, hátvéd.

## Pályafutása

### Klubcsapatban
1954–55-ben a CUF labdarúgója volt. 1955 és 1962 között a Benfica csapatában szerepelt, ahol két-két portugál bajnoki címet és kupagyőzelmet ért el. Tagja volt az 1960–61-es és az 1961–62-es BEK-győztes együttesnek. 1962-ben ismét a CUF játékosa lett, ahol 1968-ban fejezte be az aktív játékot.

### A válogatottban
1960 és 1964 között három alkalommal szerepelt a portugál válogatottban.

## Sikerei, díjai
Benfica
- Portugál bajnokság (Primeira Liga)
  - bajnok (2): 1959–60, 1960–61
- Portugál kupa (Taça de Portugal)
  - győztes (2): 1959, 1962
- Bajnokcsapatok Európa-kupája (BEK)
  - győztes (2): 1960–61, 1961–62

## Statisztika

### Mérkőzései a portugál válogatottban
| Portugália | Portugália      | Portugália                       | Portugália  | Portugália | Portugália | Portugália    | Portugália | Portugália |
| #          | Dátum           | Helyszín                         | Hazai       | Eredmény   | Vendég     | Kiírás        | Gólok      | Esemény    |
| ---------- | --------------- | -------------------------------- | ----------- | ---------- | ---------- | ------------- | ---------- | ---------- |
| 1.         | 1960. május 22. | Belgrád, JNA-stadion             | Jugoszlávia | 5 – 1      | Portugália | NEK-selejtező | -          |            |
| 2.         | 1962. május 17. | Lisszabon, Estádio José Alvalade | Portugália  | 1 – 2      | Belgium    | barátságos    | -          |            |
| 3.         | 1964. május 3.  | Brüsszel, Heysel Stadion         | Belgium     | 1 – 2      | Portugália | barátságos    | -          |            |
|            | Összesen        |                                  |             | 3          | mérkőzés   |               | 0          | gól        |